# Gwangju Open 2022
Il Gwangju Open 2022 è stato un torneo maschile tennis professionistico. È stata la 5ª edizione del torneo, facente parte della categoria Challenger 80 nell'ambito dell'ATP Challenger Tour 2022, con un montepremi di 53 120 $. Si è svolto dal 3 al 9 ottobre 2022 sui campi in cemento del Jinwol International Tennis Court di Gwangju, in Corea del Sud.

## Partecipanti

### Teste di serie
| Nazionalità | Giocatore             | Ranking* | Testa di serie |
| ----------- | --------------------- | -------- | -------------- |
| Ecuador     | Emilio Gómez          | 102      | 1              |
| Australia   | Christopher O'Connell | 105      | 2              |
| Australia   | John Millman          | 108      | 3              |
| Stati Uniti | Christopher Eubanks   | 131      | 4              |
| Cina        | Wu Yibing             | 132      | 5              |
| Regno Unito | Ryan Peniston         | 140      | 6              |
| Ungheria    | Zsombor Piros         | 158      | 7              |
| Germania    | Maximilian Marterer   | 160      | 8              |

* Ranking al 26 settembre 2022.

### Altri partecipanti
I seguenti giocatori hanno ricevuto una wild card per il tabellone principale:
- Hong Seong-chan
- Park Ui-sung
- Shin San-hui

Il seguente giocatore è entrato in tabellone con il ranking protetto:
- Marc Polmans

I seguenti giocatori sono passati dalle qualificazioni:
- Lee Duck-hee
- Sasi Kumar Mukund
- Chung Yun-seong
- Jason Jung
- Naoki Nakagawa
- Nam Ji-sung

Il seguente giocatore è entrato in tabellone come lucky loser:
- Keegan Smith

## Campioni

### Singolare
Zsombor Piros ha sconfitto in finale  Emilio Gómez con il punteggio di 6–2, 6–4.

### Doppio
Nicolás Barrientos /  Miguel Ángel Reyes Varela hanno sconfitto in finale  Yuki Bhambri /  Saketh Myneni con il punteggio di 2–6, 6–3, [10–6].